# Mirowo (Dźwierzuty)
Mirowo (deutsch Mirau) ist ein Ort in der polnischen Woiwodschaft Ermland-Masuren und gehört zur Gmina Dźwierzuty (Landgemeinde Mensguth) im Powiat Szczycieński (Kreis Ortelsburg).

## Geographische Lage
Mirowo liegt 1,4 Kilometer östlich des Großen Schobensees (polnisch Jezioro Sasek Wielki) in der südlichen Mitte der Woiwodschaft Ermland-Masuren, 14 Kilometer nördlich der Kreisstadt Szczytno (deutsch Ortelsburg).

## Geschichte
Mirau wurde am 15. Februar 1861 gegründet. Die Ortsstelle hieß bis dahin „Abbau Plaswich“, und auch noch um 1900 gab es die Namensschreibweise Mierau. Der Ort bestand aus einem großen Hof und war bis 1945 ein Wohnplatz innerhalb der Stadtgemeinde Mensguth Dorf (polnisch Dźwierzuty) im ostpreußischen Kreis Ortelsburg. Im Jahre 1905 zählte Mirau vier Einwohner.
In Kriegsfolge kam Mirau 1945 mit dem gesamten südlichen Ostpreußen zu Polen und erhielt die polnische Namensform „Mirowo“. Der heutige Weiler (polnisch Osada) ist derzeit nicht bewohnt, auch gibt es keinerlei Gebäude. Die Ortsstelle gehört zur Landgemeinde Dźwierzuty (Mensguth) im Powiat Szczycieński (Kreis Ortelsburg), bis 1998 der Woiwodschaft Olsztyn, seither der Woiwodschaft Ermland-Masuren zugehörig.

## Kirche
Bis 1945 war Mirau in die evangelische Kirche Mensguth in der Kirchenprovinz Ostpreußen der Kirche der Altpreußischen Union sowie in die katholische Kirche Mensguth im damaligen Bistum Ermland eingepfarrt. Heute gehört Mirowo weiterhin zu dem nun Dźwierzuty genannten Kirchdorf im katholischen Erzbistum Ermland bzw. in der Diözese Masuren der Evangelisch-Augsburgischen Kirche in Polen.

## Verkehr
Mirowo ist über eine südlich von Dźwierzuty gelegene Stichstraße von der polnischen Landesstraße 57 (einstige deutsche Reichsstraße 128) aus zu erreichen.